# آبسیزیک اسید
آبسیزیک اسید (به انگلیسی: Abscisic acid) یک هورمون گیاهی مهم با شناسه پاب‌کم ۵۲۸۰۸۹۶ است. شکل ظاهری این ترکیب، بلورهای بی‌رنگ است. این فیتوهورمون در بازدارندگی رشد گیاهان مؤثر است. اسید آبسیزیک (ABA) از سایر بازدارنده‌های طبیعی گیاهان حدود یکصد مرتبه قویتر است و فرایندهایی مانند رکود بذرها، جوانه‌ها و نیز ریزش اندام‌ها را کنترل می‌کند.

## در گیاهان
تنش های محیط، مانندخشکی، می توانند سبب بسته شدن روزنه ها در طول روز شوند. وقتی که یک گیاه با کمبود آب مواجه می شود، ممکن است سلول های نگهبان، تورژسانس خود را از دست داده و روزنه بسته شود.علاوه بر این، هورمون آبسیزیک اسید که در ریشه ها و برگ ها، و در پاسخ به شرایط کمبود آب ساخته می شود نیز به عنوان یک سیگنال برای سلول های نگهبان عمل کرده و موجب بسته شدن روزنه ها می شود. این پاسخ که باعث کاهش پژمردگی می شود، جذب دی اکسید کربن را نیز با محدودیت مواجه کرده است و بنابر این فتوسنتز را نیز کاهش می دهد. چون تورژسانس برای رشد طولی سلول ها لازم است رشد گیاه متوقف می شود. موارد فوق برخی از دلایلی هستند که نشان می دهند که چرا خشکی باعث کاهش محصولات می شود.